# Parque Zoológico de São Paulo
O Parque Zoológico de São Paulo, localizado na Zona Sul da cidade, é o maior jardim zoológico do Brasil em quantidade de animais. Abriga as nascentes do histórico riacho do Ipiranga, ao sul da cidade de São Paulo, localizado em uma área de 824 529 metros quadrados de Mata Atlântica original, com quatro quilômetros de alamedas. Contando com a presença de um pouco mais do que quatrocentos animais, o Parque Zoológico de São Paulo abriu e teve sua inauguração em 1958.
São mais de três mil e duzentos animais que populam o zoológico, sendo cento e duas espécies de mamíferos, duzentos e dezesseis espécies de aves, noventa e cinco espécies de répteis, quinze espécies de anfíbios e dezesseis espécies de invertebrados que, quando em recinto, reproduzem os habitats naturais desses animais. A fazenda do Zoológico, de quinhentos e setenta e dois ha, produz hortaliças usadas na fabricação de rações variadas para os animais, além de material para os recintos onde ficam os animais. Nela também residem animais que precisam de maior área para seu acasalamento.
O zoológico possui creche para filhotes rejeitados pelas mães, chocadeiras elétricas e sala de incubação para ovos de aves e répteis. A função educativa é enfatizada no Parque. Sua biblioteca de mais de quatro mil volumes é aberta ao público. Suas parcerias com outras instituições estaduais, federais e estrangeiras incluem pesquisas que facilitem a preservação de espécies ameaçadas. Atualmente, o zoológico é o quarto maior do mundo e é considerado o maior e o quinto melhor (segundo usuário do TripAdvisor) jardim zoológico da América Latina.

## História
O Zoológico de São Paulo, como também é chamado, foi criado em junho de 1957, a partir de uma instrução do então governador Jânio Quadros (PDC E PSB) ao Diretor do Departamento de Caça e Pesca da Secretaria da Agricultura, Emílio Varoli. Os primeiros animais de origem exótica, como por exemplo: leões, ursos e elefantes, foram adquiridos de circos particulares e os animais da fauna silvestre brasileira, como é o caso das onças e galos da serra, foram adquiridos em Botucatu.
A inauguração do Zoológico, inicialmente planejada para janeiro de 1958, foi adiada devido às fortes chuvas daquele ano. E assim, no dia 16 de março, foi inaugurado oficialmente o Zoológico de São Paulo, apresentando 445 animais, dentre eles: 9 cervos; 2 onças pintadas e 1 preta; 3 jaguatiricas; dois gatos do mato; 1 urso; 23 papagaios; 3 ararinhas-azuis; e o rinoceronte Cacareco, que ficou famoso pelo episódio de ter sido eleito vereador nas eleições de outubro de 1958.
Consciente de sua responsabilidade no contexto nacional, o Zoológico de São Paulo tornou-se a primeira instituição brasileira a propor e participar de forma efetiva em múltiplos  programas de recuperação de espécies brasileiras seriamente ameaçadas de desaparecer da natureza, exemplo do mico-leão, pequenos felídeos neotropicais e araras-de-lear.
A Fundação Parque Zoológico de São Paulo obteve, em 1959, personalidade jurídica e autonomia administrativa, financeira e científica e é responsável pela administração do parque através dos seguintes órgãos: Conselho Superior; Conselho Orientador; Conselho Fiscal e Diretoria.
Neste mesmo ano, foram definidos os objetivos da Fundação Parque Zoológico de São Paulo: manter uma população de animais vivos de todas as faunas, para educação e recreação do público, bem como para pesquisas biológicas; instalar em sua área de abrangência uma Estação Biológica, para investigações de fauna da região e pesquisas correlatas; e proporcionar facilidades para o trabalho de pesquisadores nacionais e estrangeiros no domínio da Zoologia, no seu sentido mais amplo, por meio de acordos, contratos ou bolsas de estudo.

### Atualidade

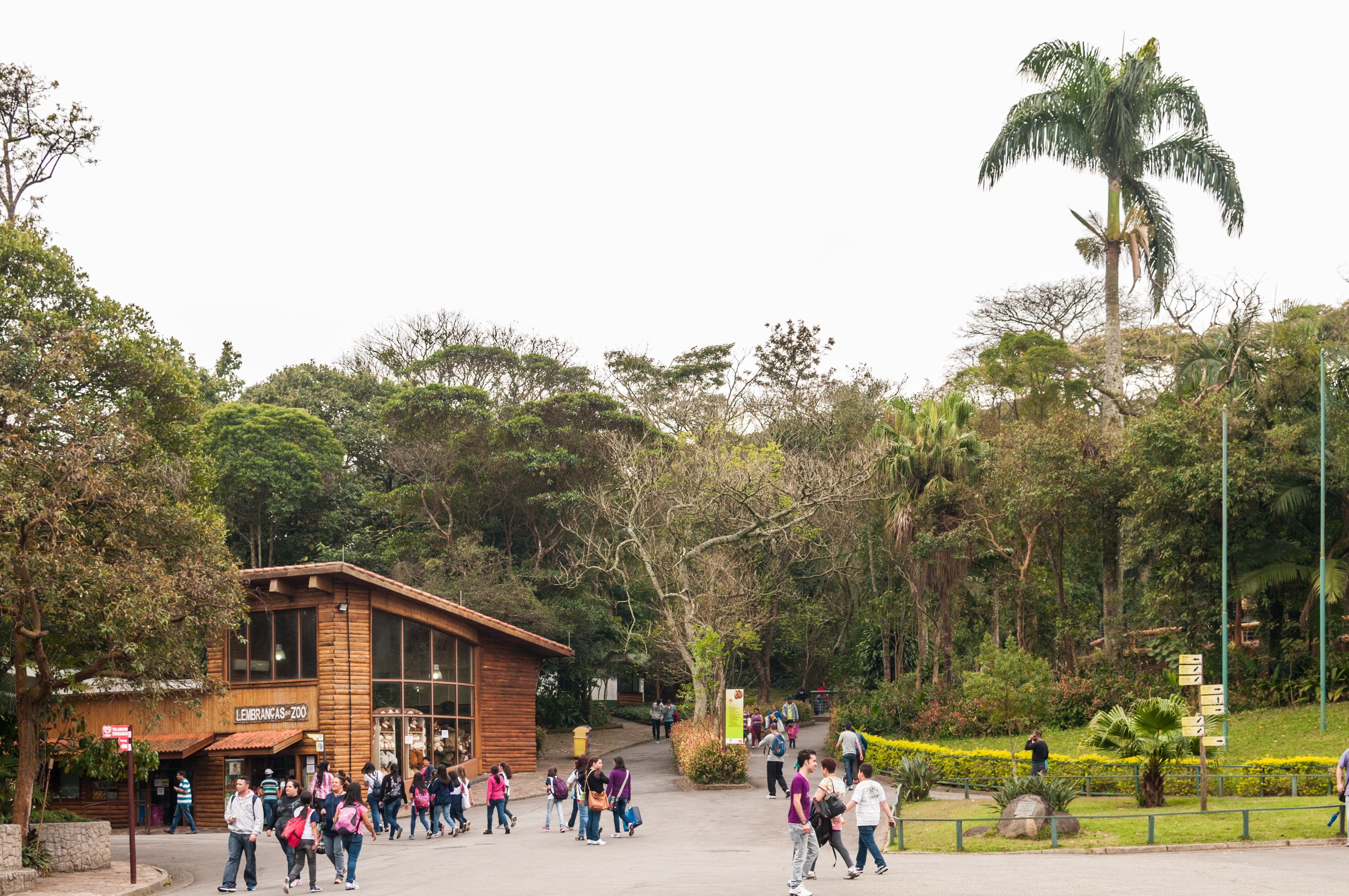
Entrada do Zoológico

O Zoo de São Paulo tornou-se a primeira instituição brasileira a propor e participar em diversos programas de recuperação de espécies brasileiras seriamente ameaçadas de extinção, tais como: os micos-leões, os pequenos felídeos neotropicais, arara-azul-de-lear e ararinhas-azuis, bisão europeu, cachorro do mato vinagre, condor, o único leopardo das neves do Brasil, o urso de óculos, o gavial da malásia, orangotangos e os rinocerontes brancos.
Pelo Guinness Book, desde 1994, o Zoológico de São Paulo é reconhecido como o maior zoológico do Brasil. Nesse mesmo ano, a Fundação Parque Zoológico de São Paulo foi classificada na categoria "E", a mais alta, junto ao Instituto Brasileiro de Meio Ambiente e Recursos Naturais Renováveis (IBAMA) para entidades de manejo ambiental e preservação de espécies. Também é conhecido como o quinto melhor zoológico da América Latina pelo site especializado em turismo, TripAdvisor. Além de conhecer os animais existem palestras e oficinas possíveis para participar.
Em maio de 2001, a área anexa ao zoológico que era ocupada pela empresa "Simba Safari" foi reincorporada ao Parque Zoológico de São Paulo, sendo reaberta ao público como "Zoo Safári" em 5 de junho do mesmo ano, proporcionando passeios por entre trilhas, onde pode-se ver os animais na mata, ou de carro por entre animais soltos.

## Infraestrutura

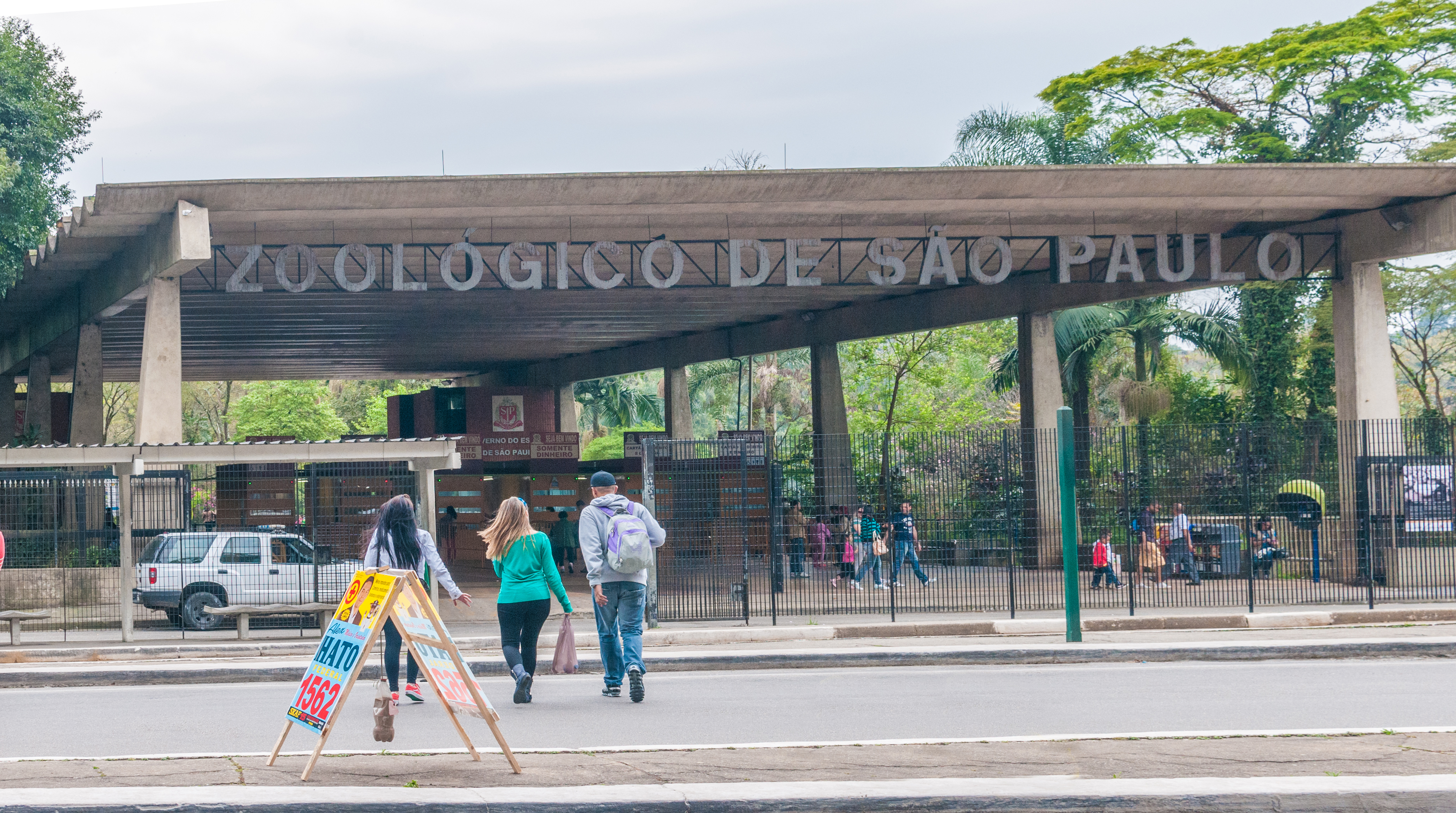
Entrada do zoológico

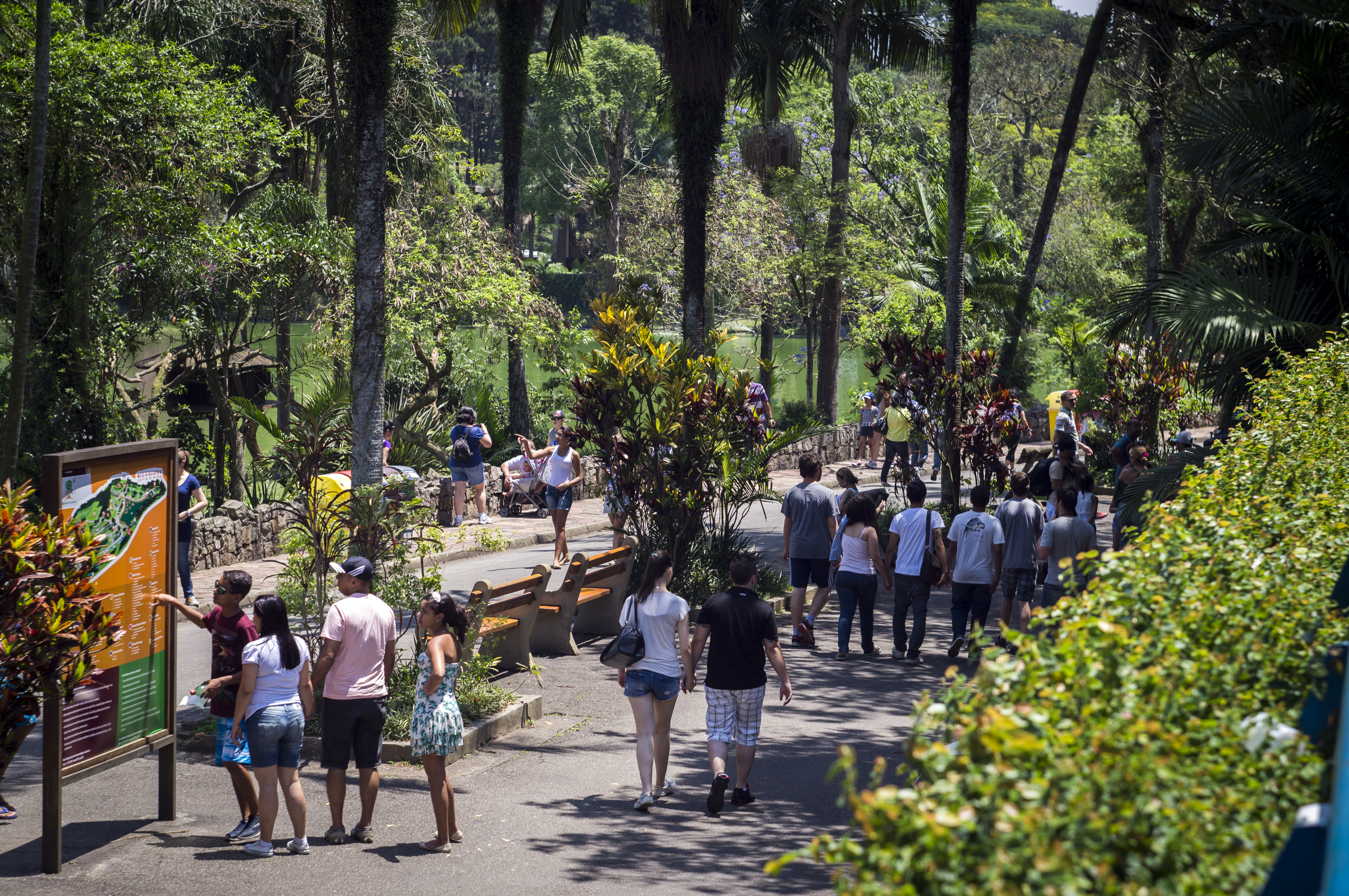
Visitantes no Zoo em 2013

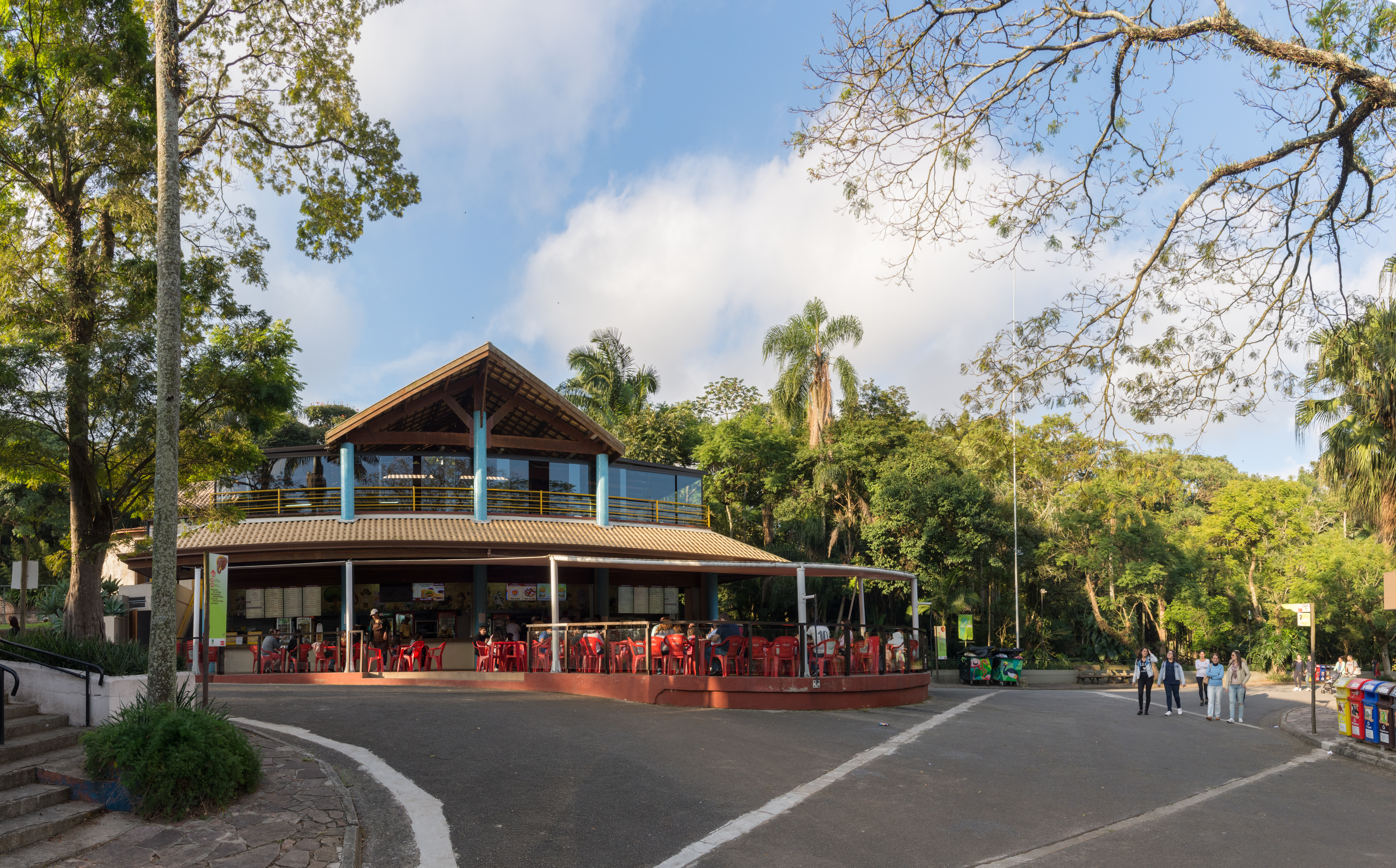
Área dos restaurantes

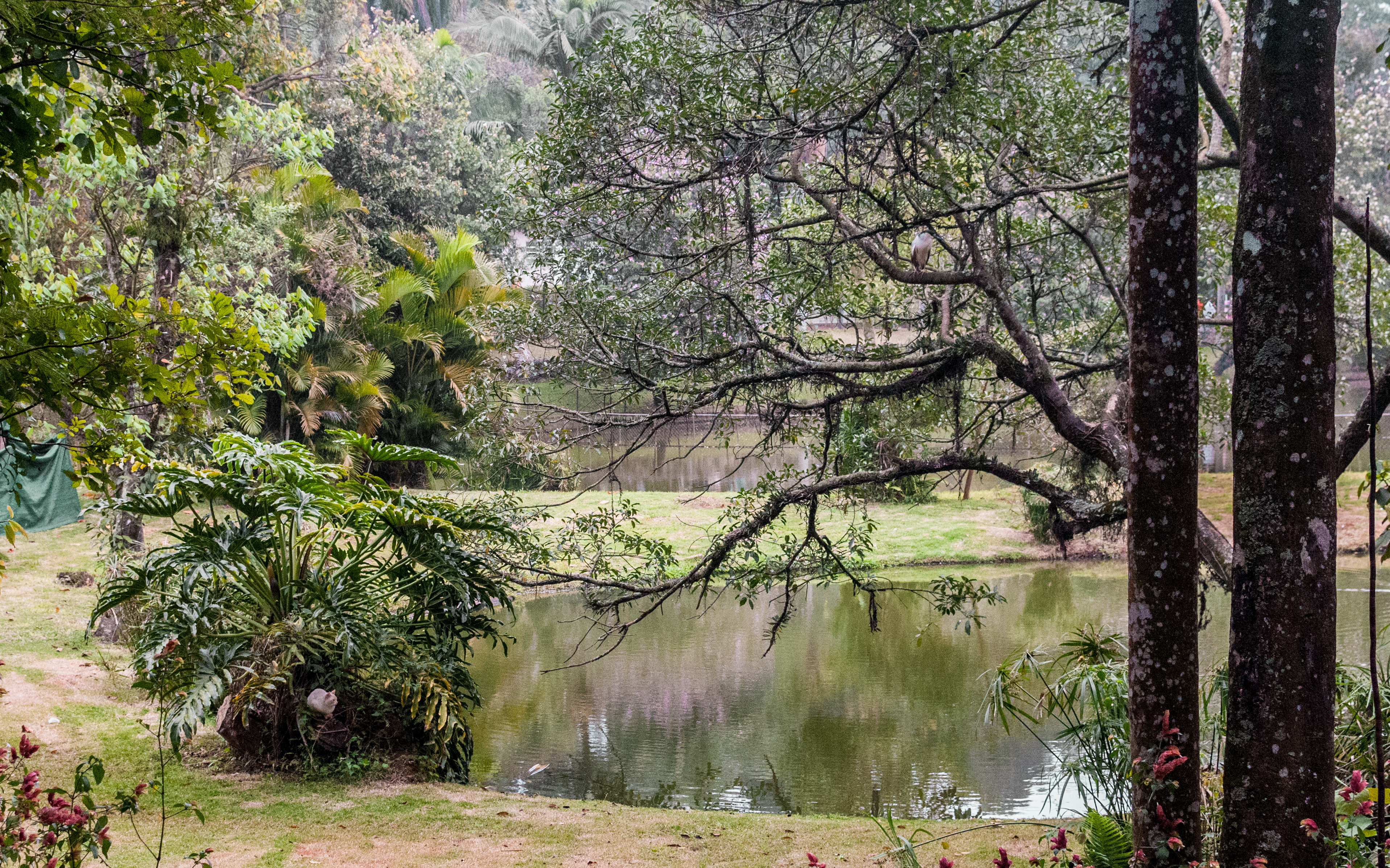
Partes do riacho Ipiranga

Ocupando uma área de 824.529 m², em sua maior parte coberta por Mata Atlântica, o parque abriga as nascentes do histórico riacho do Ipiranga, cujas águas formam vários lagos que acolhem exemplares de aves de várias espécies exóticas, nativas, além de aves migratórias.
Possui em exibição mais de 3.200 animais, de 102 espécies de mamíferos, 216 espécies de aves, 95 espécies de répteis, 15 espécies de anfíbios e 16 espécies de invertebrados, em recintos de exposição e terrários semelhantes ao habitat natural. São encontrados também, exemplares de espécies bastante raras, como: rinoceronte-branco, ararinha-azul, arara-azul-de-lear, mico-leão e outros.
O estabelecimento também promove mensalmente passeios noturnos agendados.
O Zoológico de São Paulo promove ao público uma possibilidade de conscientização sobre a variedade e diversidade das formas de vida sobre a Terra.
O Zoo conta com vários serviços de infraestrutura e atendimento aos visitantes, tais como:
- 3 lanchonetes;
- Estacionamento para 2.000 veículos;
- Loja de fotos;
- Fraldário;
- Loja de Lembranças;
- Passeios em Jardineiras dos anos 1930 originais e restauradas;
- 4 conjuntos Sanitários separados por sexo;
- Sistema próprio de segurança;
- Espaço D. Pedro, para realização de eventos.

### Fazenda
Desde 1982, o parque mantém uma fazenda destinada tanto à produção de alimentos para seus animais, como à criação de algumas espécies em regime semi-extensivo.
Essa fazenda é localizada entre os municípios de Sorocaba, Araçoiaba da Serra e Salto de Pirapora, tendo uma área de 574 hectares. A produção anual da fazenda é de cerca de 1.200 toneladas de alimentos, que são destinadas aos mais de 3.500 animais do parque, incluindo a produção de feno e silagem para os meses de estiagem. Além disso, é responsável por fornecer matérias-primas referentes a construções, reformas, forragem de recinto, fornecendo madeira, sapés, bambus, mudas e fardos.
A fazenda possui um Sistema de Gestão Ambiental implantado e certificado que monitora todas as atividades continuamente, o que proporciona um melhor controle de produção e rastreabilidade dos alimentos produzidos, desde o plantio até o consumo. Por ser hoje a única propriedade agrícola do Estado a possuir a Certificação ISO 14.001, a fazenda tem chamado atenção de instituições de ensino técnico e superior e também da imprensa, que vem solicitando visitas para conhecer seu Sistema de Gestão Ambiental e seu diferencial na produção e cuidado com o meio ambiente.
Desde meados da década de 1990, a fazenda começou a receber animais silvestres em recintos de grande dimensão e abundantes forragens foram fatores determinantes para que fosse levada para ela a criação de espécies como Zebra Damara, Grande Kudu, Oryx e Waterbuck.
Como o Zôo localiza-se num parque sem condições de expandir sua área, a fazenda é a principal alternativa para a reprodução dessas espécies.

## Projetos

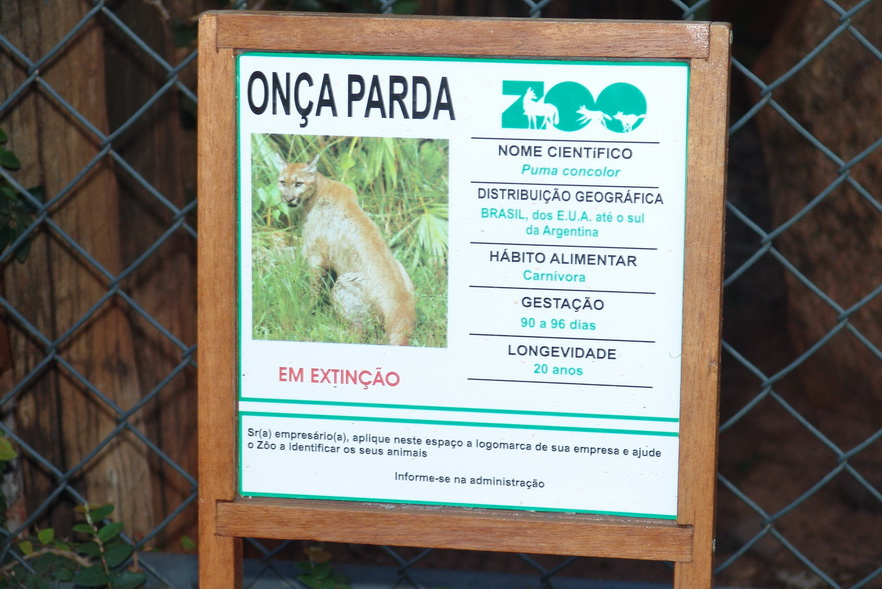
O Projeto “Onça-Parda do Triângulo Mineiro”, monitora o felino na região. Monitoramento realizado em 10 anos de estudos fez grandes descobertas para a conservação do segundo maior felino do Brasil.

O Parque Zoológico de São Paulo é associado ao Programa de Conservação Mamíferos do Cerrado (PCMC) que é constituído por um conjunto de profissionais que criam projetos com o intuito de conservação de mamíferos ameaçados numa região de Minas e no sudoeste de Goiás. Atualmente o Programa de Conservação Mamíferos do Cerrado participa de quatro projetos primordiais: Projeto Diversidade e Conservação dos Mamíferos do Parque Estadual da Serra de Caldas Novas, Projeto Ecologia e Conservação da Raposa do Campo, Projeto Onça Parda do Triângulo Mineiro e o Projeto Conservação dos Mamíferos nas Rodovias e Ferrovias do Brasil Central. Todos esses projetos são designados para o cuidado das espécies dessa região, preservando sua fauna.
Um dos melhores projetos do Zoo é a creche, desenvolvida (por volta dos anos 2000) para oferecer o melhor para os filhotes abandonados pelas mães, ou rejeitados. Chocadeiras elétricas e sala de incubação para ovos de aves e répteis. Como forma de substituir o carinho e aconchego das mamães, os biólogos e tratadores do Zoológico dão comida aos filhotes a cada duas horas, inclusive durante a noite, levando os filhotes para casa em um ninho aquecido ligado no automóvel. Cada filhote recebe alimentação por meios de seringas, pois ajuda-os a alimentarem-se e com mais frequência. Essa ração é norte-americana, e como é artificial, não tem todas as enzimas que os filhotes precisam. Depois de uma semana as alimentações podem ser mais espaçadas pois eles ganham um pouco mais de resistência.

### Pesquisas
O Zoo de São Paulo tem presença marcada no cenário científico, em especial em temas referentes a problemas da fauna brasileira. Para isso realiza contatos técnico-científicos com outros centros de pesquisa, entre os quais o Instituto Butantan, o Instituto Biológico de São Paulo e o Instituto Adolfo Lutz, assim como através de convênios já firmados com a Universidade de São Paulo, Universidade Estadual "Júlio de Mesquita Filho" - UNESP, Universidade Federal de Campina Grande (PB), Universidade Estadual de Londrina (PR) e a Universidade Federal de Santa Maria (RS).
O Zoológico possui um programa de qualificação profissional de estudantes e pesquisadores das áreas de biologia, veterinária e zootecnia e realiza programas de pesquisa científica e conscientização ambiental da população através dos visitantes.
Também é referência mundial na área de alimentação e nutrição de animais silvestres cativos, garantindo com isso um bom nível de saúde dos animais ou o pleno exercício de seu comportamento natural e atividade reprodutiva.

### Estágios
O Parque Zoológico de São Paulo oferece programas para aqueles que desejam estagiar, ser voluntários ou desenvolver um projeto de pesquisa no Parque Zoológico de São Paulo. O voluntariado é voltado a pessoas que querem dedicar algum tempo para fauna silvestre; as atividades desenvolvidas pelos voluntários devem seguir o Programa de Voluntariado, que apresenta um Regulamento responsável por definir as normas e condutas do programa.
O programa de aprimoramento profissional (PAP) é uma forma de contribuir com profissionais formados na área de manutenção e conservação da fauna silvestre ou de gestão de recursos naturais, e é oferecido exclusivamente a biólogos, médicos veterinários, zootecnistas, agrônomos, gestores ambientais e profissionais que buscam o aprimoramento profissional nas áreas de Biologia de Animais Silvestres, Educação para Conservação, Medicina Veterinária de Animais Silvestres. Enriquecimento Comportamental e Ambiental de Animais Silvestres, Nutrição e Manejo Alimentar de Animais Silvestres, Sistema de Gestão Ambiental e da Qualidade em Zoológicos, Operação, Controle e Monitoramento Ambiental em Zoológicos, Educação Ambiental e Gestão Integrada aplicadas à Produção Rural (Divisão de Produção Rural), Biologia Molecular e Microbiologia, Reprodução Assistida e Biotecnologia e Análises Clínicas. O mestrado profissional é feito pelo Programa de Pós-Graduação em Conservação da Fauna (PPG-CFau), uma ação conjunta com a UFSCar. O programa conta com aulas práticas no próprio Zoo e aulas teóricas na UFSCar de Sorocaba.

## Eventos
Em 2003, a Fundação Parque Zoológico de São Paulo passou a oferecer o passeio noturno que dá oportunidade para os visitantes 
conhecerem um pouco de hábitos e mistérios dos animais em sua vida noturna, já que muitas vezes esses animais encontram-se menos ativos durante o dia, porque sua vida tem mais atividade no período da noite. Esse passeio também conta com aparições da fauna nativa, como gambás, corujas e morcegos que são vistos circulando livremente pelo parque.
Existem algumas atrações noturnas como a apresentação da ave de rapina, para que os visitantes aprendam sobre as características desse animal e um pouco de educação ambiental. Ao longo do percurso no parque é possível que os visitantes avistem os animais bem de perto como exemplo tamanduás-bandeira, onças, leões, tigres, lobos, tigres-brancos e os hipopótamos sendo alimentados pelos monitores. O “Programa de Enriquecimento Comportamental Animal” aplicado pelo zoológico estimula os animais em cativeiro a desenvolverem comportamentos naturais, assim exploram melhor os seus recintos, o que faz o passeio ser ainda mais interessante.
O passeio custa R$ 100,00 por pessoa e crianças de 5 a 10 anos pagam R$ 70,00, tem início às 19 horas e uma duração de aproximadamente 3 horas. Está incluso no passeio o uso do estacionamento e um lanche que será entregue ao final do percurso.
Em 2016, o parque recebeu algumas atrações para um especial de férias escolares no mês de julho. O espaço contou com atrações artísticas e educativas e ainda recebeu novos animais na segunda quinzena do mês, entre eles foram a jararaca-ilhoa, uma espécie de serpente, e a perereca-de-alcatrazes. Foi criado o Espaço Abaré, um lugar para os visitantes conhecerem um pouco mais sobre a cultura indígena. Outro espaço criado foi o Vida de Bicho, para entender um pouco mais sobre a rotina de vida dos animais.
O Sauveiro do zoo recebeu atrações especiais e o teatro de fantoches fez apresentações com a peça ¨Era Uma Vez ¨, outra peça educativa da polícia militar chamada "Educando para o Trânsito de Maneira Divertida", e para encerrar a peça ¨Viver com Saúde" que ensinou um pouco de como melhorar seus hábitos alimentares e ser mais saudável.

### Passeio noturno
O zoológico é aberto duas vezes por mês, a cada 15 dias, para visitas noturnas guiadas por um instrutor.
O intuito da programação é permitir a maior possibilidade de observação dos animais de hábitos noturnos, enquanto também há a estimulação aos bichos para que se sintam mais confortáveis para explorarem mais seu recinto e desenvolverem seus hábitos de formas mais naturais.

### Zoo Safári
Teve sua Inauguração em 5 de junho de 2001. O Zoo Safári fica localizado na Avenida do Cursino, bem ao lado do Parque Zoológico de São Paulo.
Possui uma área total de 80.000 metros quadrados. Dezenas de animais silvestres são apresentados aos visitantes em um percurso de aproximadamente 4 quilômetros de extensão.
A estrutura do Zoo Safári permite aos visitantes a oportunidade de observar bem de perto cervos, macacos-prego, macacos-aranha, avestruzes, camelos, lhamas, leões, tigres e diversos outros animais exóticos. Algumas das espécies citadas ainda apresentam a oportunidade de serem alimentadas pelo público com a ração vendida no próprio Zoo Safári.
O passeio pelo Zoo Safári pode ser feito por meio de veículos dos próprios visitantes ou, senão, por meio das vans que estão disponíveis no local do parque. Uma outra alternativa de visitar o Zoo Safári é durante o passeio pelo Parque Zoológico de São Paulo por meio de um Portal que liga os dois Parques, este portal está localizado na Alameda Leão, ao lado do recinto dos dromedários.
Em 2020 a Fundação Parque Zoológico de São Paulo foi extinta e, no ano seguinte, a administração foi entregue à iniciativa privada.

## Ponte Orca Zoo

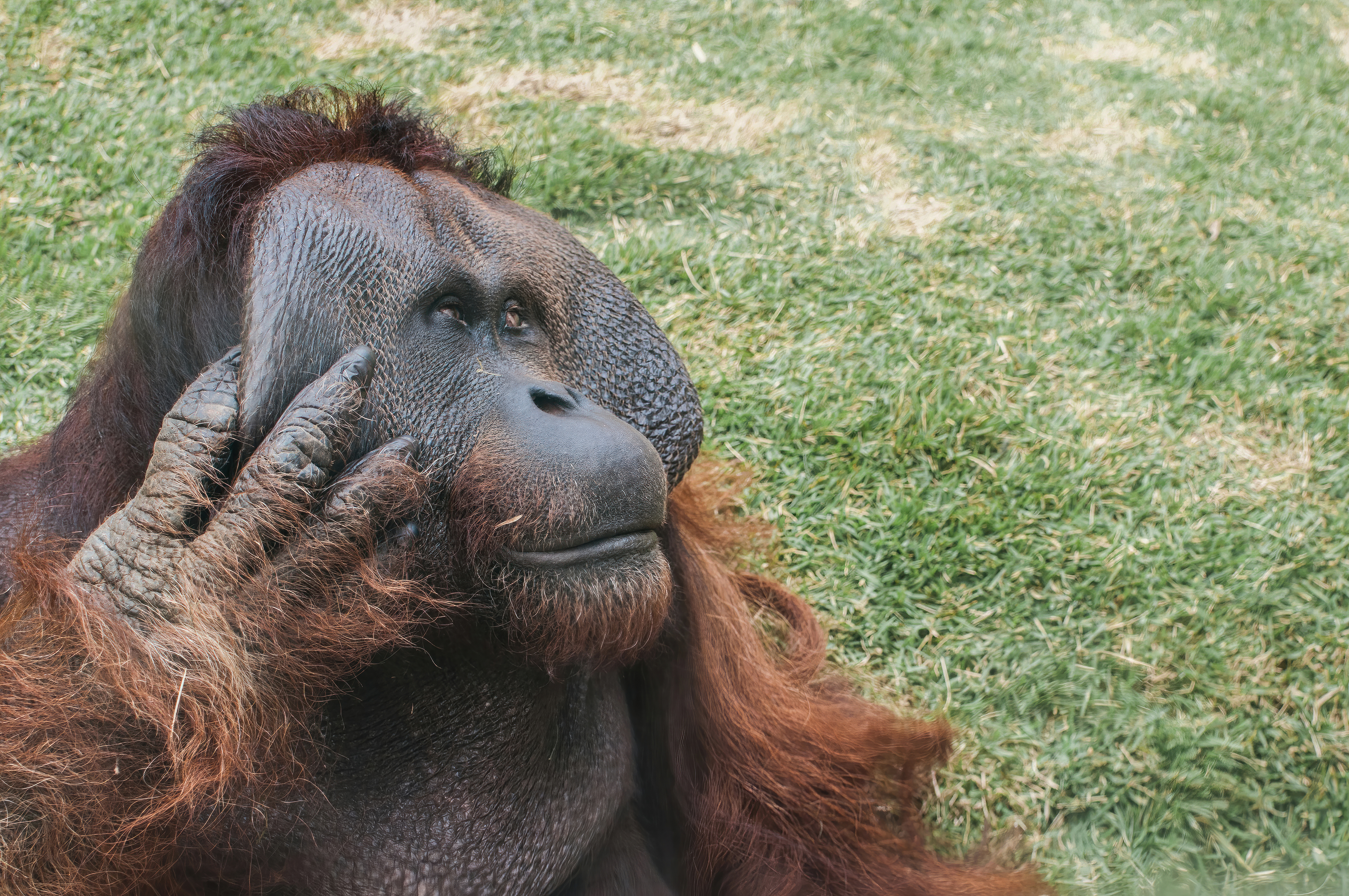
Orangotango-de-sumatra (Pongo abelii) no Parque Zoológico de São Paulo.

A entidade responsável pela administração do Zoológico possui parceria com a EMTU, que desde 2003, opera o serviço Ponte Orca Zoo, o qual consiste em uma linha exclusiva de ônibus temáticos que partem da Estação Jabaquara do Metrô em direção ao Parque Zoológico, visando facilitar o acesso dos visitantes por meio do transporte público. Para embarcar, é necessário comprar o pacote que inclui o ingresso e a passagem de ida e volta no posto exclusivo de venda dentro do Terminal Metropolitano Jabaquara, anexo à estação.